# Kathedraal van Rijsel
De Kathedraal Notre-Dame-de-la-Treille is een neogotische kathedraal in het oude stadsgedeelte van Rijsel. Dit beschermd gebouw werd opgericht tussen 1897 en 1947. De gevel van het gebouw zou anders doen vermoeden, maar de gevel, een artistiek meesterwerk, dateert van 1999 en werd ontworpen door Pierre-Louis Carlier en Peter Rice. De kathedraal zelf is de hoofdzetel van het aartsbisdom Rijsel.
Aanvankelijk gebouwd als gewone kerk, verkreeg het gebouw door paus Pius X in 1904 de titel van basiliek. Op 25 oktober 1913 werd het aartsbisdom Kamerijk in twee gesplitst waardoor het bisdom Rijsel ontstond. Notre-Dame de Treille werd aldus een kathedraal. Op 30 maart 2008 werd Rijsel verheven tot aartsbisdom en de kathedraal werd de zetel van een metropool, met de suffragane bisdommen van Kamerijk en Atrecht.
Naast de kathedraal staat nog een klokkentoren uit 1874, Le Campanile, overeind. Binnen in de kathedraal bevindt zich een beeld van de Maagd Maria. In het koor is een orgel uit 1869 opgesteld, ontworpen en gebouwd door Aristide Cavaillé-Coll.
Sinds 2 maart 2009 is de kathedraal erkend, ingeschreven en beschermd als monument historique. Bezoekers kunnen de site gemakkelijk vanuit het metrostation Rihour bereiken.

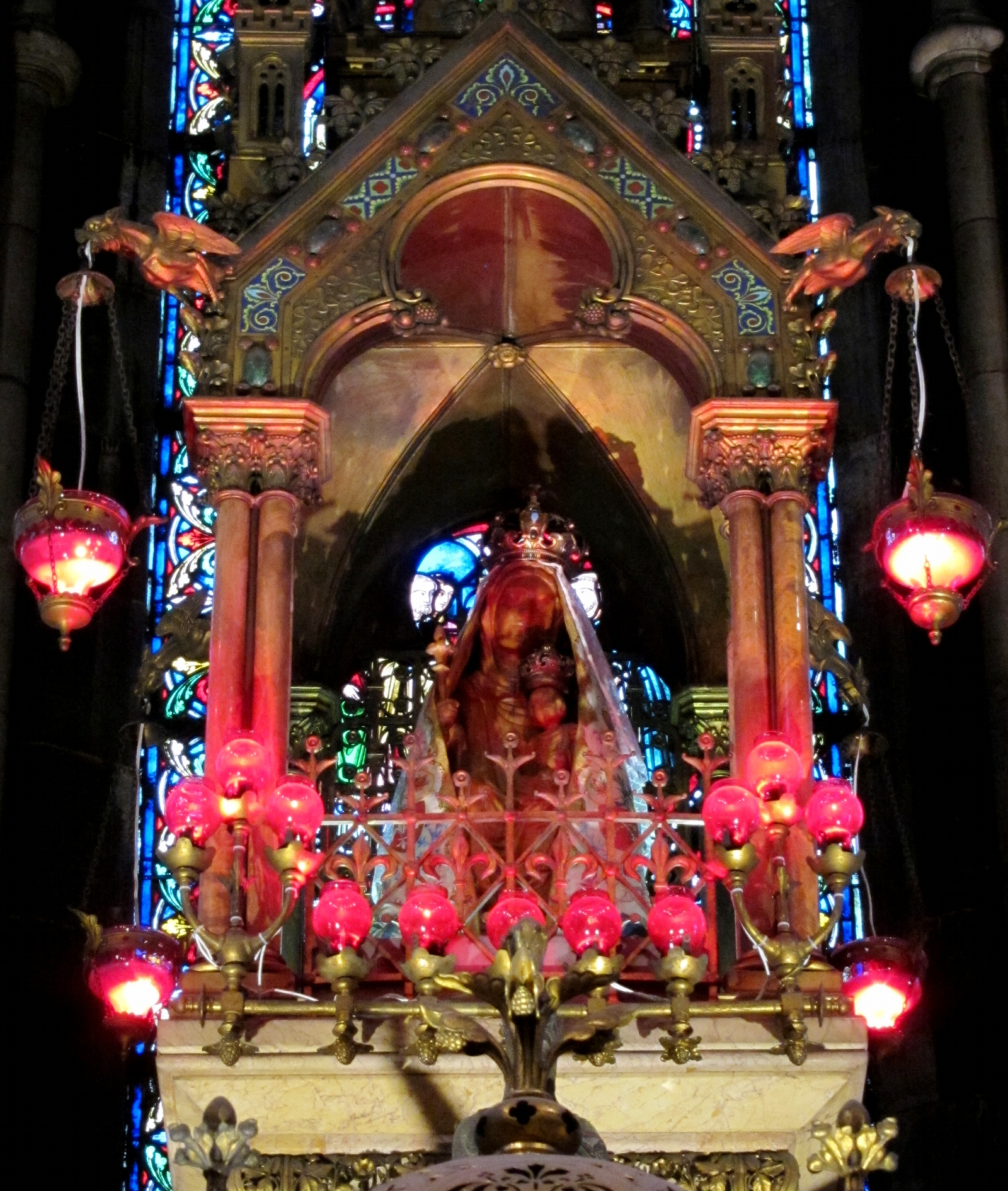
Notre Dame de la Treille
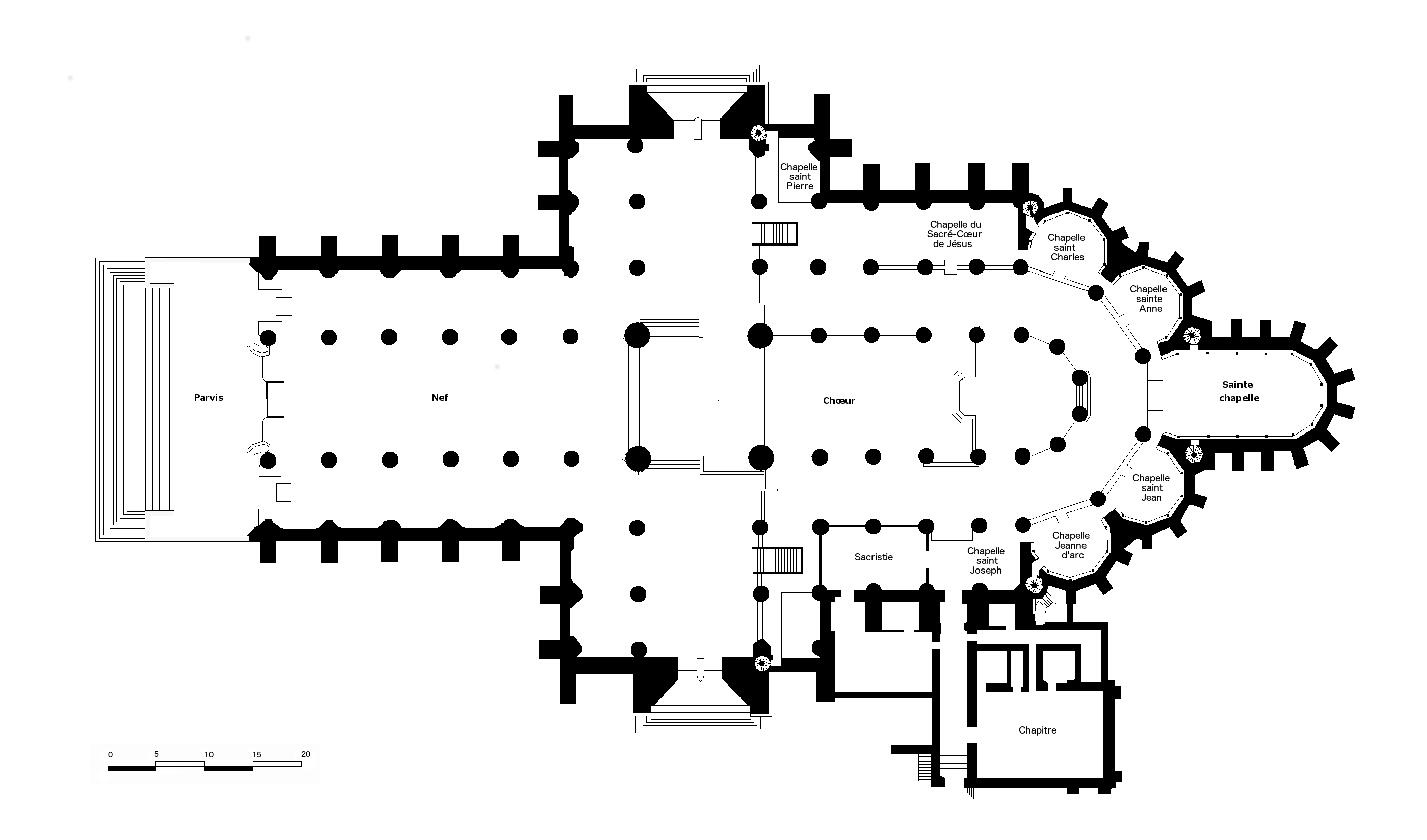
Plattegrond
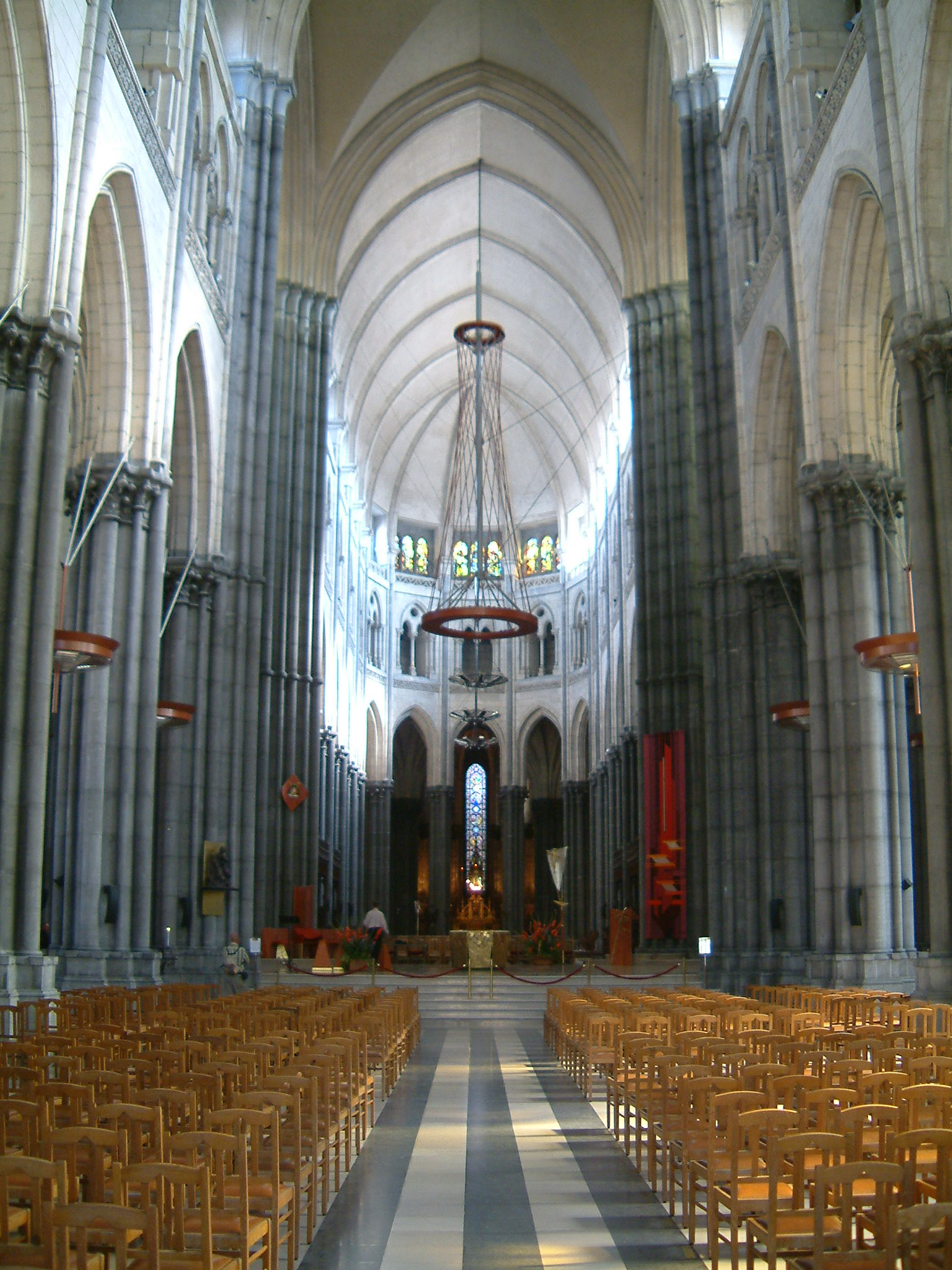
Interieur
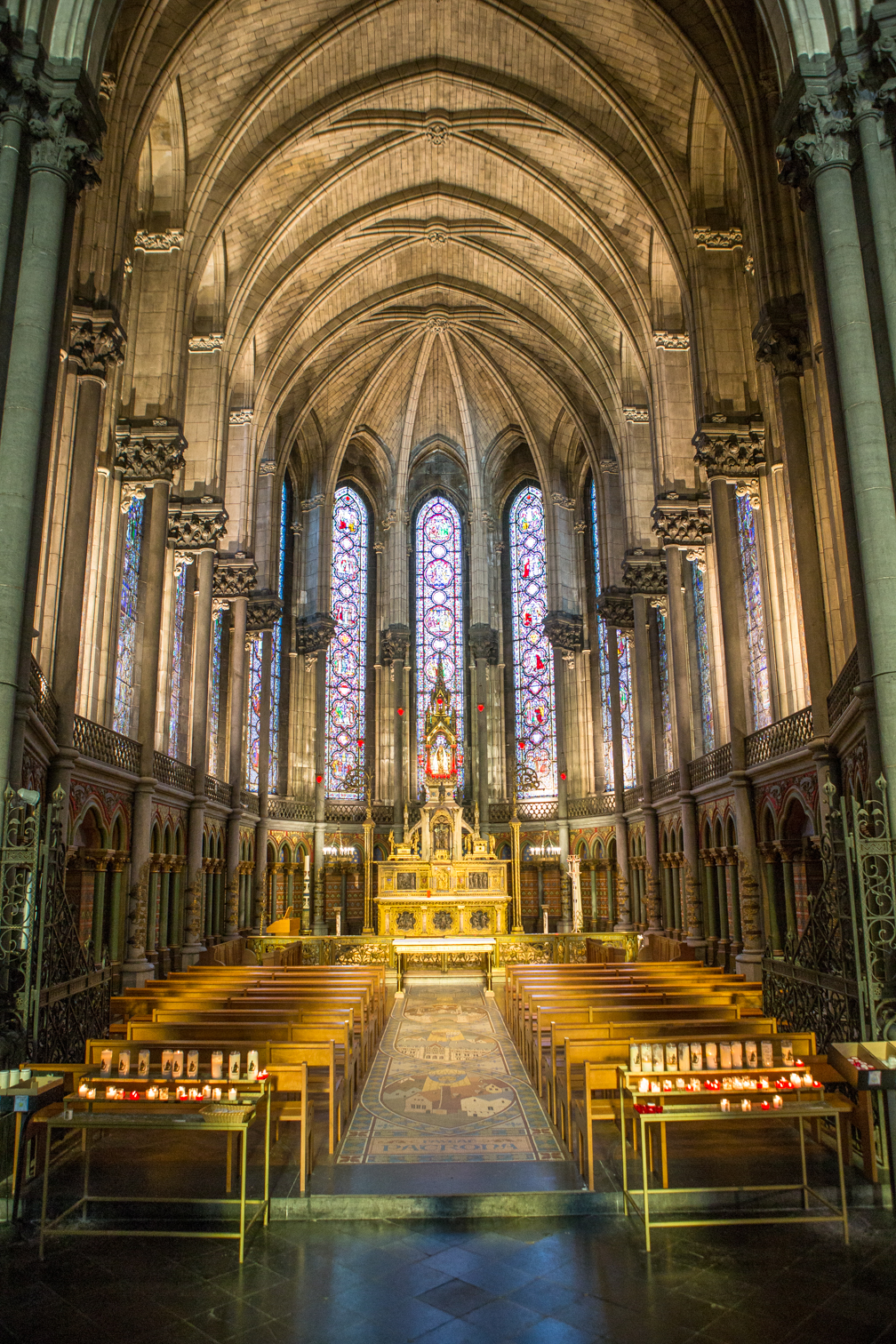
Sainte chapelle